# Fútbol femenino en México

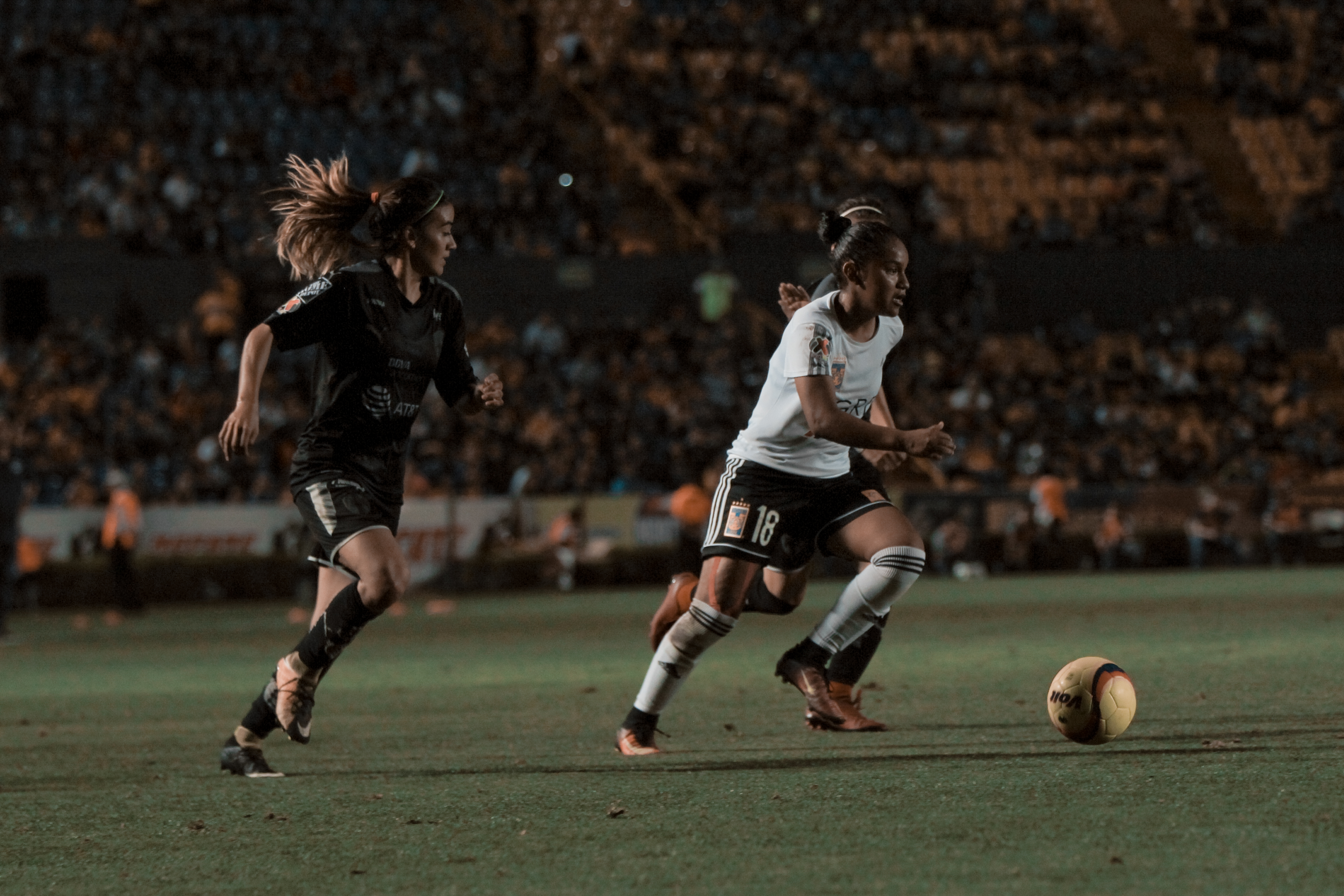
Belén Cruz, jugadora de futbol mexicana.

El fútbol femenino en México ha sido durante mucho tiempo un deporte mayoritariamente amateur, dado el mayor énfasis de las competiciones masculinas. Sin embargo, con el establecimiento de la Liga MX Femenil y el rápido crecimiento desde 2021, el fútbol femenino de que ese país ha elevado su perfil lo suficiente como para competir por patrocinadores y talento profesional internacional no solo dentro de México, sino también de otros países americanos, Europa y África.

## Historia

### Inicios
En 1971, se celebró en México el segundo Campeonato Mundial No Oficial con selecciones nacionales de fútbol femenino. La final, ganada por Dinamarca ante la selección local, se jugó en el Estadio Azteca, frente a 112.500 asistentes.
La Liga Mexicana de Fútbol Femenil, que previamente había sido llamada Superliga, era en su momento la primera división femenil en México para acercar a las mujeres al deporte. Este torneo todavía se juega.

### Crecimiento
A mediados de la década de 2010, se realizaron propuestas para la formación de un nuevo campeonato femenino de fútbol, solo que en esta ocasión los equipos participantes serían los equivalentes femeninos de los clubes de la Liga MX varonil (algunos incluso compartiendo sede de local) y no clubes totalmente distintos. Fue así como se creó la Liga MX Femenil en 2016, aunque comenzó al año siguiente con el Torneo Apertura 2017.
La final del Apertura 2022 entre Tigres UANL y Club América estableció un récord de asistencia en la liga en el partido de ida con 52,654, y un récord de audiencia televisiva en México con 2.8 millones de espectadores.
En marzo de 2023, Nike, Inc. se convirtió en un patrocinador importante de las ligas, y su primer patrocinador importante no compartido con la Liga MX masculina.

## Selección nacional
La selección femenina de fútbol de México es el equipo nacional que representa a la Federación Mexicana de Fútbol (FMF) en las competiciones oficiales organizadas por la Confederación de Norteamérica, Centroamérica y el Caribe de Fútbol (Concacaf) y la Federación Internacional de Fútbol Asociación (FIFA).